# Anja Stefan
Anja Stefan (ur. 3 sierpnia 1988 w Rijece) – chorwacka snowboardzistka. Jak dotąd nie startowała w igrzyskach olimpijskich. Jej najlepszym wynikiem na mistrzostwach świata jest 13. miejsce w slopestyle'u wywalczone na mistrzostwach w La Molina. Najlepsze wyniki w Pucharze Świata osiągnęła w sezonie 2010/2011, kiedy to zajęła 17. miejsce w klasyfikacji generalnej (AFU), a w klasyfikacji Big Air wywalczyła trzecie miejsce

## Sukcesy

### Mistrzostwa Świata
| Miejsce | Dzień       | Rok  | Miejscowość | Konkurencja | Zwycięzca      |
| ------- | ----------- | ---- | ----------- | ----------- | -------------- |
| 30.     | 20 stycznia | 2011 | La Molina   | Halfpipe    | Holly Crawford |
| 13.     | 22 stycznia | 2011 | La Molina   | Slopestyle  | Enni Rukajärvi |

### Puchar Świata

#### Miejsca w klasyfikacji generalnej
- 2009/2010 – 173.
  - AFU[2]
- 2010/2011 – 17.

#### Miejsca na podium
1. Bardonecchia – 12 marca 2011 (Slopestyle) – 2. miejsce